# Liste der Biografien/Dop
Liste der Biografien |
Portal Biografien |
Personensuche
# |
A |
B |
C |
D |
E |
F |
G |
H |
I |
J |
K |
L |
M |
N |
O |
P |
Q |
R |
S |
T |
U |
V |
W |
X |
Y |
Z |
?
 
Da |
Db |
Dc |
Dd |
De |
Dg |
Dh |
Di |
Dj |
Dk |
Dl |
Dm |
Dn |
Do |
Dq |
Dr |
Ds |
Du |
Dv |
Dw |
Dy |
Dz
 
Doa |
Dob |
Doc |
Dod |
Doe |
Dof |
Dog |
Doh |
Doi |
Doj |
Dok |
Dol |
Dom |
Don |
Doo |
Dop |
Doq |
Dor |
Dos |
Dot |
Dou |
Dov |
Dow |
Dox |
Doy |
Doz
Die Liste der Biografien führt alle Personen auf, die in der deutschsprachigen Wikipedia einen Artikel haben. Dieses ist eine Teilliste mit 106 Einträgen von Personen, deren Namen mit den Buchstaben „Dop“ beginnt.

## Dop
- Dop, Jean (1924–2003), französischer Rugby-League-Spieler

### Dopa
- Dopatka, Frank (* 1978), deutscher Informatiker und Fachbuchautor
- Dopatka, Friedrich-Wilhelm (* 1946), deutscher Jurist, Richter, Bremer Staatsrat und Berliner Staatssekretär
- Dopatka, Ulrich (* 1951), deutscher Sachbuchautor aus dem Bereich Parawissenschaft
- Dopatka, Wilhelm (1919–1979), deutscher Politiker (SPD), Oberbürgermeister von Leverkusen, MdB

### Dope
- Dope, Edsel (* 1974), US-amerikanischer MusikerEdsel Dope (* 1974)

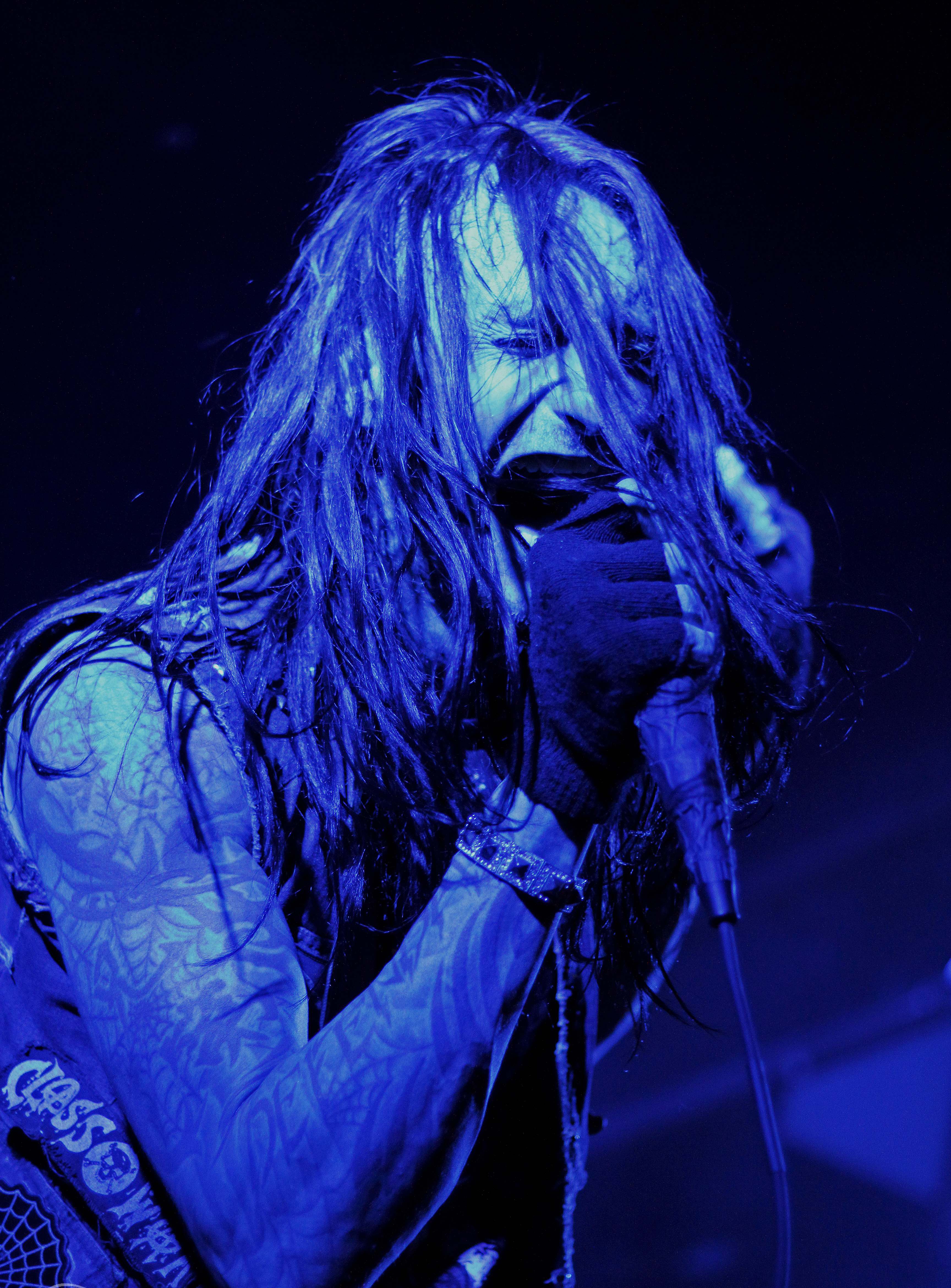
Edsel Dope (* 1974)

- Dope, Kenny (* 1970), US-amerikanischer DJ und Musikproduzent
- Döpel, Oskar (1859–1947), deutscher Gutsbesitzer und Politiker, MdL
- Döpel, Robert (1895–1982), deutscher Experimental-Physiker

### Dopf
- Dopf, Hubert (1921–2015), österreichischer Ordensgeistlicher, Jesuit und Musikwissenschaftler
- Dopf, Karl (1883–1968), österreichischer Journalist und Autor
- Dopfer, Carl Xaver (1806–1867), deutscher Jurist und Politiker
- Dopfer, Fritz (* 1987), österreichisch-deutscher Skirennläufer
- Dopfer, Otto (* 1965), deutscher Physiker und Hochschullehrer
- Dopfer, Roland (* 1977), deutscher Kirchenmusiker, Musikwissenschaftler und Hochschullehrer
- Dopffel, Karl (1890–1974), deutscher Jurist
- Döpfl, Heinz (1939–1998), österreichischer Eiskunstläufer
- Döpfner, Dieter C. (1928–2012), deutscher Architekt und Hochschullehrer
- Döpfner, Julius (1875–1936), deutscher Jurist
- Döpfner, Julius (1913–1976), deutscher Geistlicher, Bischof von Würzburg und Berlin sowie Erzbischof von München und Freising
- Döpfner, Manfred (* 1955), deutscher Hochschullehrer, Diplom-Psychologe, Psychotherapeut und Autor
- Döpfner, Mathias (* 1963), deutscher ManagerMathias Döpfner (* 1963)

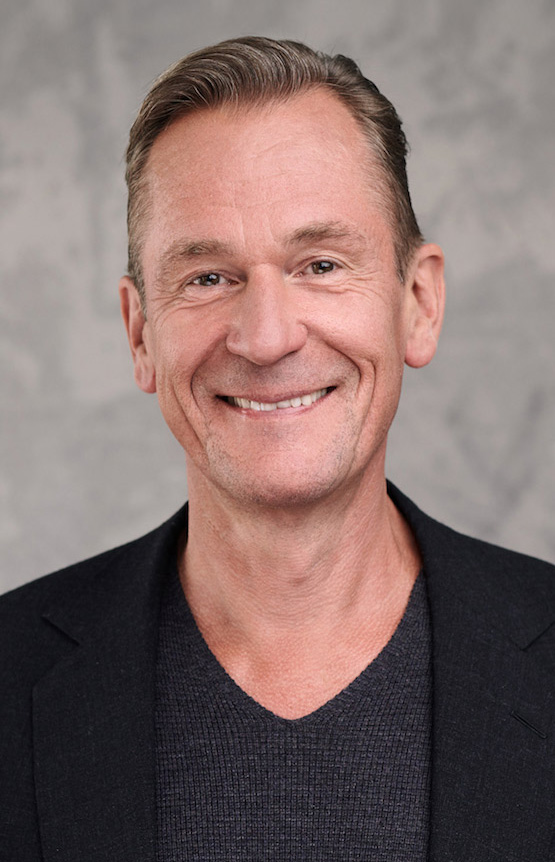
Mathias Döpfner (* 1963)

### Doph
- Dopheide, Angelika (* 1946), deutsche Kommunalpolitikerin (SPD)
- Dopheide, Frank (* 1963), deutscher Werbeunternehmer
- Dopheide, Marit (* 1990), niederländische Sprinterin
- Dopheide, Theodor (* 1956), deutscher Synchronregisseur und Dialogbuchautor
- Dopheide, Wilhelm (1901–1970), deutscher Lungenfacharzt und Amtsarzt im Generalgouvernement

### Dopi
- Dopierała, Marek (* 1960), polnischer Kanute
- Dopieralski, Mateusz (* 1988), deutsch-polnischer Schauspieler
- Dopita, Jiří (* 1968), tschechischer Eishockeyspieler

### Dopj
- Dopjans, Hanna (* 2002), deutsche Radsportlerin

### Dopk
- Döpke, Friedrich (1898–1966), deutscher Politiker (KPD), MdL
- Döpke, Oswald (1923–2011), deutscher Schauspieler, Regisseur und Drehbuchautor

### Dopl
- Dopler, Teresa (* 1990), österreichische Dramatikerin
- Doplicher, Sergio (* 1940), italienischer mathematischer Physiker

### Dopm
- Döpmann, Hans-Dieter (1929–2012), deutscher evangelischer Theologe und Kirchenhistoriker
- Dopmeyer, Carl (1824–1899), deutscher Bildhauer

### Dopo
- Doposcheg-Uhlár, Josef (1870–1956), Biologe

### Dopp
- Dopp, Elke (* 1965), deutsche Agrar- und Umweltwissenschaftlerin
- Dopp, Ernst (1858–1929), deutscher klassischer Philologe und Gymnasiallehrer
- Döpp, Friedrich (* 1936), deutscher Bürgermeister
- Döpp, Hansjörg (1940–2022), deutscher Basketballfunktionär und -spieler
- Döpp, Hartmut (* 1947), deutscher Skilangläufer
- Dopp, Heiner (* 1956), deutscher Hockeyspieler
- Dopp, Rainer (* 1948), deutscher Politiker, Staatssekretär in Mecklenburg-Vorpommern
- Dopp, Reinaldo, deutscher Tenor
- Döpp, Siegmar (* 1941), deutscher Klassischer Philologe
- Döpp, Suska (* 1965), deutsche Journalistin
- Döpp, Walter (1901–1963), deutscher Botaniker
- Döpp-Vorwald, Heinrich (1902–1977), deutscher Erziehungswissenschaftler, Philosoph, Autor und Hochschullehrer
- Doppagne, Albert (1912–2003), belgischer Romanist und Volkskundler
- Doppagne, Brigitte (* 1961), deutsche Schriftstellerin
- Döppel, Karl (1890–1952), deutscher Ringer
- Doppel-U (* 1982), deutscher Rapper
- Doppelbauer, Franz Maria (1845–1908), österreichischer Geistlicher, Bischof von Linz und Politiker, Landtagsabgeordneter
- Doppelbauer, Josef Friedrich (1918–1989), österreichischer Komponist
- Doppelbauer, Karin (* 1975), österreichische Managerin, Biobäuerin und Politikerin (NEOS), Abgeordnete zum Nationalrat
- Doppelbauer, Marie (* 1875), österreichische Theaterschauspielerin
- Doppelbauer, Sebastian Jakob (* 1995), österreichischer SchauspielerSebastian Jakob Doppelbauer (* 1995)

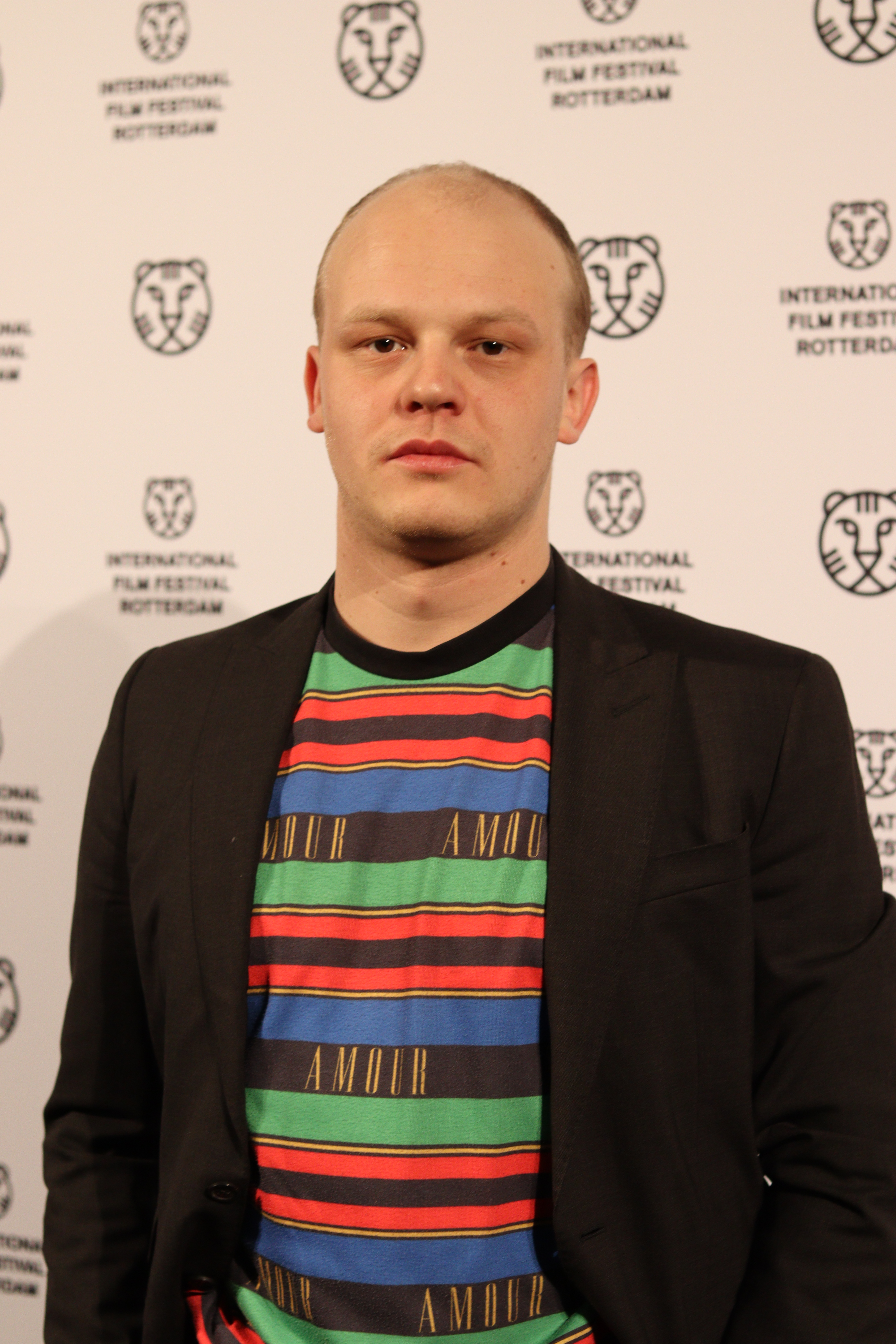
Sebastian Jakob Doppelbauer (* 1995)

- Doppelbaur, Hans Walter (1927–1970), deutscher Botaniker und Taxonom
- Doppelfalke, ägyptischer Regent der 0. Dynastie
- Doppelfeld, Basilius (1943–2013), deutscher Benediktinerpater
- Doppelfeld, Elmar (* 1939), deutscher Mediziner, Redakteur und Medizinethiker
- Doppelfeld, Otto (1907–1979), deutscher prähistorischer und provinzialrömischer Archäologe
- Doppelhofer, Albert (* 1976), österreichischer ehemaliger Skirennläufer, Sportwissenschaftler und Ski-Trainer
- Doppelhofer, Georg (* 1945), österreichischer Jurist und Bankmanager
- Doppelmair, Georg von (1753–1826), deutscher Arzt, Rosenkreuzer und Sammler russischer Volkslieder
- Doppelmayr, Artur (1922–2017), österreichischer Unternehmer
- Doppelmayr, Friedrich Wilhelm (1776–1845), deutscher Jurist, Zeichner, Lithograf, Maler und Politiker
- Doppelmayr, Johann Gabriel (1677–1750), deutscher Astronom
- Doppelmayr, Michael (* 1958), österreichischer Unternehmer, Vorstandsvorsitzender der Doppelmayr/Garaventa-GruppeMichael Doppelmayr (* 1958)

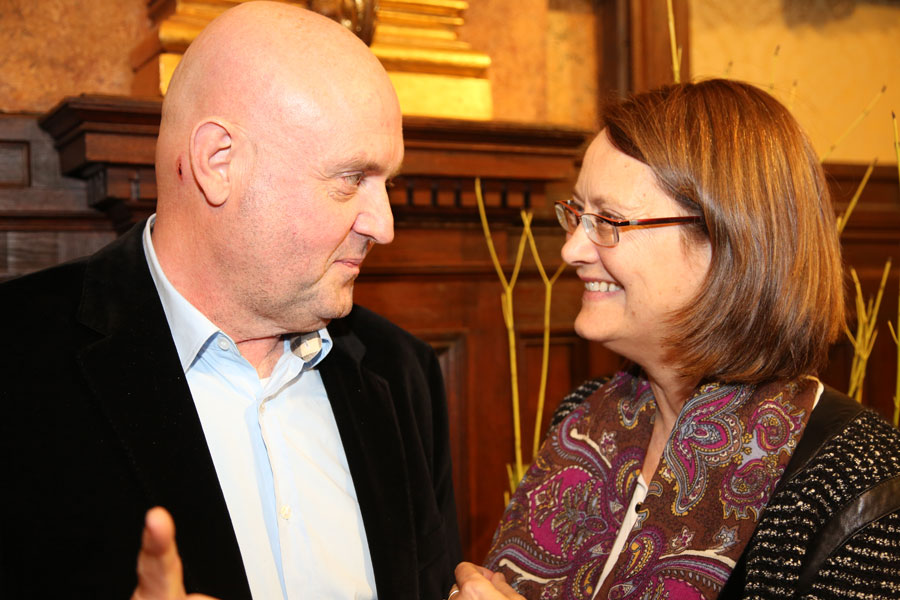
Michael Doppelmayr (* 1958)

- Doppelreiter, David (* 1979), österreichischer Autorennfahrer
- Doppelt, Suzanne (* 1956), französische Autorin und Fotografin
- Doppenstein, Sebastian (1497–1570), Schweizer Politiker
- Dopper, Cornelis (1870–1939), niederländischer Komponist
- Döpper, Ewald (1929–1994), deutscher Landwirt
- Döpper, Franz B., deutscher Wirtschaftshistoriker, Sachbuchautor und Hochschullehrer
- Döpper, Jörg (* 1942), deutscher Politiker (CDU)
- Döppert, Konrad (1882–1975), deutscher Unternehmer und Kommunalpolitiker (CSU)
- Doppler, Alfred (1921–2025), österreichischer Literaturwissenschaftler
- Doppler, Annika (* 1992), deutsche Fußballspielerin
- Doppler, Anton (* 1956), österreichischer Politiker (ÖVP), Abgeordneter zum Nationalrat
- Doppler, Árpád (1857–1927), ungarisch-deutscher Komponist
- Doppler, Christian (1803–1853), österreichischer Mathematiker und PhysikerChristian Doppler (1803–1853)

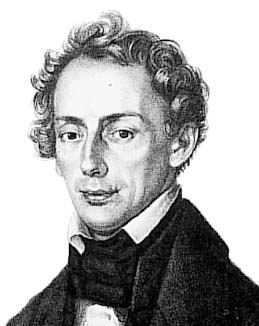
Christian Doppler (1803–1853)

- Doppler, Clemens (* 1980), österreichischer Beachvolleyballspieler
- Doppler, Franz (1821–1883), österreichisch-ungarischer Komponist und Flötist
- Doppler, Helene Luise (* 1996), deutsche Schauspielerin
- Doppler, Helmut (* 1945), österreichischer Technischer Angestellter und Politiker (ÖVP), Landtagsabgeordneter
- Doppler, Hugo W. (* 1942), Schweizer Numismatiker
- Doppler, Josef (1910–1944), tschechischer Philosoph, Soziologe und Pädagoge; aktiver NS-Gegner an der Goethe-Universität und in Tschechien
- Doppler, Karl (1825–1900), deutsch-ungarischer Komponist
- Doppler, Klaus (* 1939), deutscher Manager-Trainer, Organisationsberater und Autor
- Doppler, Leopold (1870–1945), österreichischer Politiker (CSP), Abgeordneter zum Nationalrat
- Doppler, Margit (1909–2001), österreichische Illustratorin und Plakatkünstlerin
- Doppler, Marlies (* 1963), österreichische Politikerin (FPÖ), Landtagsabgeordnete in Salzburg
- Doppler, Rainer (* 1963), österreichischer Schauspieler
- Doppler, Rupert (* 1958), österreichischer Politiker (FPÖ), Landtagsabgeordneter, Abgeordneter zum Nationalrat
- Doppler, Werner (* 1941), deutscher Agrarökonom
- Doppler-Alsen, Olga (* 1871), österreichisch-deutsche Theaterschauspielerin
- Doppmann, Priska (* 1971), Schweizer Radrennfahrerin
- Doppmeier, Hubert (1944–1992), deutscher Politiker (CDU), MdL, MdB
- Doppmeier, Ursula (* 1952), deutsche Realschullehrerin und Politikerin (CDU), MdL

### Dops
- Dopsch, Alfons (1868–1953), österreichischer Historiker und Mediävist
- Dopsch, Heinz (1942–2014), österreichischer Historiker
- Dopsie, Dwayne (* 1979), US-amerikanischer Zydeco-Musiker

### Dopu
- Dopud, Mike (* 1968), kanadischer Schauspieler und Stuntman